# Kiss Chronicles: 3 Classic Albums
Kiss Chronicles: 3 Classic Albums — бокс-сет группы Kiss, вышедший в 2005 году.

## О бокс-сете
Kiss Chronicles: 3 Classic Albums сборник первых трёх альбомов Kiss выполненный в виде бокс-сета, практических идентичный ранее вышедшему в 1976 году The Originals. Бокс содержит три CD-диска и отличается от предыдущих сборников несколько иной комплектацией.

## Список композиций
Диск 01 — Kiss
- 1. «Strutter» (3:10) — Симмонс/Стэнли
- 2. «Nothin To Lose» (3:26) — Симмонс
- 3. «Firehouse» (3:18) — Стэнли
- 4. «Cold Gin» (4:21) — Фрейли
- 5. «Let Me Know» (2:58) — Стэнли
- 6. «Kissin' Time» (3:52) — Mann & Lowe
- 7. «Deuce» (3:05) — Симмонс
- 8. «Love Theme From Kiss» (2:24) — Стэнли/Симмонс/Фрейли/Крисс
- 9. «100,000 Years» (3:22) — Симмонс/Стэнли
- 10. «Black Diamond» (5:11) — Стэнли, Крисс

Диск 02 — Hotter Than Hell
- 1. «Got To Choose» (3:52) — Стэнли
- 2. «Parasite» (3:01) — Фрейли
- 3. «Goin' Blind» (3:34) — Симмонс/Коронел
- 4. «Hotter Than Hell» (3:30) — Стэнли
- 5. «Let Me Go, Rock 'N Roll» (2:16) — Стэнли/Симмонс
- 6. «All The Way» (3:17) — Симмонс
- 7. «Watchin' You» (3:45) — Симмонс
- 8. «Mainline» (3:50) — Стэнли
- 9. «Comin' Home» (2:37) — Стэнли/Фрилли
- 10. «Strange Ways» (3:17) — Фрейли

Диск 03 — Dressed to Kill
- 1. «Room Service» (2:59) — Стэнли
- 2. «Two Timer» (2:48) — Симмонс
- 3. «Ladies In Waiting» (2:32) — Симмонс
- 4. «Getaway» (2:44) — Фрейли
- 5. «Rock Bottom» (3:55) — (Intro: Фрейли) Стэнли
- 6. «C’mon And Love Me» (2:59) — Стэнли
- 7. «Anything For My Baby» (2:34) — Стэнли/Коронел
- 8. «Love Her All I Can» (2:41) — Стэнли
- 8. «Rock And Roll All Nite» (2:49) — Стэнли/Симмонс